# Kelly Parker
Pour les articles homonymes, voir Parker.
Kelly Parker (née le 8 mars 1981 à Regina en Saskatchewan ) est une joueuse de football (de soccer) canadienne évoluant au poste de milieu de terrain offensif. Elle est membre de l'Équipe du Canada de soccer féminin (38 sélections en date du 5 août 2012).

## Biographie

### Carrière en club

#### NCAA
De 1999 à 2003, Parker joue pour les Miners d'UTEP de l'Université du Texas à El Paso évoluant dans la Première Division NCAA. 

#### W-League
Après son université, en 2003, Parker enfile le maillot des Fury d'Ottawa. Lors de la saison 2004, elle est élue joueuse MVP de la saison dans la W-League. Prix qu'elle regagnera quelques années plus tard avec le Buffalo Flash. Elle joue 5 saisons avec les Fury (de 2003 à 2007) et contribue aux succès de l'équipe. Elle détient plusieurs records dans l'histoire des Fury :
- Meilleure buteuse de l'histoire des Fury : 56 buts
- Meilleure passeuse : 34 passes décisives
- Leader dans le nombre de points accumulée : 146 points
- Joueuse ayant accumulé le plus grand nombre de matchs dans l'uniforme des Fury : 66 matchs

En 2008 avec sa coéquipière Marie-Ève Nault, Parker passe au FC Indiana, avec lequel elles remportent les titres de la Division Midwest, de la Conférence Centrale et obtiennent une participation au Final Four de la W-League. En finale, le 2 août 2008, le FC Indiana est vaincu 2-1 par les Pali Blues. Parker marque le seul but du FC Indiana lors de ce match.
Lors de la saison 2009, elle joue en Allemagne et dans la nouvelle ligue professionnelle américaine, la Women's Professional Soccer. En 2010 Parker est de retour dans la W-League avec le Buffalo Flash. Le Flash remporte tous les titres de la saison : le 1er rang dans la Division Midwest, le titre de la conférence Centrale et le championnat de la W-League à l'issue du Final Four. Parker est alors élue joueuse MVP de la saison après avoir marqué 11 buts en sept matchs. C'est la deuxième fois qu'elle remporte ce prix prestigieux, après l'avoir fait avec les Fury d'Ottawa en 2004. Elle est la seule joueuse à avoir remporté ce prix deux fois. 
Après ce triomphe en W-League, Parker est rappelé en renfort au Sky Blue FC pour les séries éliminatoires de fin de saison 2010 dans la Women's Professional Soccer.

#### Frauen-Bundesliga
Lors de l'inersaison 2009-2010 en Amérique du Nord, Parker évolue en Allemagne pour le SC Fribourg dans le Championnat féminin allemand.

#### WPS
Lors de la création de la Women's Professional Soccer en 2009, Parker est recrutée par le Sky Blue FC. Elle joue la saison 2009 de façon non convaincante (aucun but marqué en 17 matchs avec le Sky Blue). Le club la laisse partir à l'intersaison 2009-2010 mais la rappelle d'urgence en fin de saison 2010 afin de l'aider à faire les séries éliminatoires de fin de saison.
Parker commence la saison 2011 avec le Western New York Flash mais est transférée en cours de saison au Beat d'Atlanta. Après la suspension des activités de la Women's Professional Soccer en mai 2012, Parker devient agent libre sans contrat.

### Carrière en sélection nationale
Parker a 22 ans quand elle a fait ses débuts pour l'Équipe du Canada de soccer féminin, en juillet 2003. Elle joue quelques matchs avec l'équipe nationale canadienne mais, entre 2004 et 2009, elle n'est pas appelée par le sélectionneur Even Pellerud. 
Ce n'est qu'avec le changement de sélectionneur et l'arrivée de Carolina Morace en fin de 2009 que Parker est réintégrée dans l'équipe nationale. C'est une seconde chance pour elle de faire sa place dans l'équipe canadienne. Elle participe alors avec l'équipe du Canada aux qualifications CONCACAF pour la Coupe du monde, puis à la Coupe du monde de football féminin de 2011. Elle est également de l'effectif canadien lors du Tournoi de Chypre, des qualifications pré-olympiques de la Concacaf et lors des Jeux olympiques de 2012.

## Palmarès en équipe nationale
- Médaille d'or aux Jeux panaméricains 2011
- Médaille d'or lors du Championnat féminin de la CONCACAF 2010

## Palmarès en club
- Joueuse MVP W-League en 2004 et en 2010

### Sky Blue FC
- Vainqueur du championnat de la Women's Professional Soccer : 2009

### Buffalo Flash
- Vainqueur du championnat de la W-League : 2010
- Championnat de conférence : 2010
- Championnat de division : 2010

### FC Indiana
- Finaliste au Final Four de la W-League : 2009
- Championnat de conférence : 2009
- Championnat de division : 2009

### Fury d'Ottawa
- Finaliste au Championnat de la W-League : 2004, 2005, 2006, 2007
- Participation au Final Four de la W-League : 2003, 2004, 2005, 2006, 2007
- Championnat de conférence : 2005, 2006
- Championnat de division : 2004, 2005, 2006, 2007